# Processamento do medo no cérebro
Muitos experimentos têm sido feitos para descobrir como o cérebro interpreta estímulos e como os animais desenvolvem as respostas de medo. Medo, a emoção, foi instalada em quase todos os indivíduos, devido a seu papel vital na sobrevivência do indivíduo. Pesquisadores descobriram que o medo é estabelecido inconscientemente e que a amígdala está envolvida no condicionamento do medo.
Ao entender como o medo se desenvolve nos indivíduos, pode ser possível tratar transtornos mentais humanos, como a ansiedade, a fobia, e o transtorno de estresse pós-traumático.

## Vias neuronais do medo
No condicionamento do medo, os principais circuitos que estão envolvidos são as áreas sensoriais que processam os estímulos condicionados e incondicionados, certas regiões da amígdala que sofrem plasticidade (ou potenciação de longo prazo) durante a aprendizagem e as regiões que exercem um efeito sobre a expressão de respostas condicionadas específicas. Essas vias convergem na amígdala lateral. A potenciação de longo prazo (LTP) e a plasticidade sináptica que aumentam a resposta dos neurônios da amígdala lateral ao estímulo condicionado ocorrem na amígdala lateral. Como resultado, o estímulo condicionado é capaz de fluir da amígdala lateral para o núcleo central da amígdala. As massas basais e intercaladas da amígdala conectam a amígdala lateral com o núcleo central da amígdala direta e indiretamente. As vias do núcleo central da amígdala a áreas a jusante controlam o comportamento defensivo (congelamento) e respostas autônomas e endócrinas. Estudos recentes implicam o córtex pré-límbico na expressão do medo também, possivelmente por meio de suas conexões com o núcleo basal e, depois, central da amígdala.

## Base comportamental
Foi observado que o medo pode contribuir para mudanças comportamentais. Uma maneira pela qual esse fenômeno foi estudado é com base no modelo de estresse repetido desenvolvido por Camp RM et al.(dentre outros). Nesse estudo em específico, foi examinado que a a contribuição do condicionamento do medo pode exercer um grande papel em alterar o comportamento de um animal (rato Fischer) em um paradigma de estresse repetido. Mudanças comportamentais que comumente se referem como comportamentos semelhantes à depressão resultaram desse modelo de testagem. Após definir um controle e modelo experimental válido, os ratos Fischer foram expostos diariamente a diferentes estressores em um ambiente complexo. Após quatro dias de exposição aos estressores, ambos o comportamento exploratório e a interação social foram testados no dia 5 no mesmo ambiente ou em um novo ambiente. Os ratos demonstraram exploração e interação social muito reduzidas quando testados em diferentes contextos em comparação com os ratos controles. Para fazer uma correlação adicional com bioquímica (conforme mencionado abaixo), a infusão crônica de propanolol (antagonista do receptor beta-adrenérgico) impediu mudanças comportamentais seguindo a exposição repetida à estressores, interrompendo assim a potenciação de longo prazo. Algumas mudanças fisiológicas também ocorreram, incluindo a diminuição do ganho de peso corporal e a hipertrofia adrenal observada em animais expostos ao estresse. Sobretudo, as respostas de medo condicionadas podem contribuir para mudanças comportamentais em um paradigma de estresse repetido. Isso pode ser estendido para se correlacionar com outros animais também, mas com grau de resposta variável.

## Base molecular
Mecanismos moleculares que foram vinculados diretamente à expressão comportamental do condicionamento são mais fáceis de estudar em um ambiente clínico do que os mecanismos subjacentes à potenciação a longo prazo (LTP), na qual a plasticidade sináptica é induzida por estimulação elétrica ou química nos circuitos laterais da amígdala. A LTP é importante para o processamento do medo porque ela fortalece as sinapses nos circuitos neurais. Essas sinapses fortalecidas são como a memória de longo prazo é desenvolvida e como o medo é desenvolvido.

### Plasticidade sináptica hebbiana
As entrada sináptica pode ser fortalecida quando a atividade no neurônio pré-sináptico coincide com a despolarização no neurônio pós-sináptico. Isso é conhecido como plasticidade sináptica hebbiana. Essa hipótese é especialmente atraente como uma explicação de como a aprendizagem associativa simples, como a que ocorre no condicionamento do medo, pode ocorrer. Nesse modelo de condicionamento do medo, a despolarização forte da amígdala lateral provocada pelo estímulo leva ao fortalecimento das entradas de estímulo condicionado (que são coativas) temporal e espacialmente relativas sobre os mesmos neurônios. Dados experimentais demonstraram apoiar a ideia que a plasticidade e a formação de memórias de medo na amígdala lateral são desencadeadas pela ativação induzida pelo estímulo incondicionado dos neurônios da região. Assim, a despolarização evocada por estímulo incondicionado é necessária para o aprimoramento das respostas neurais induzidas por estímulos condicionais nessa região após o pareamento condicionado-incondicionado e o pareamento de um estímulo condicionado com a despolarização direta dos neurônios piramidais da amígdala lateral como um estímulo incondicionado apoia o condicionamento do medo. Também está claro que a plasticidade sináptica nas vias de entrada do estímulo condicionado para a amígdala lateral ocorre com o condicionamento do medo.

#### Receptores de glutamato ionotrópicos do tipo NMDA
Acredita-se que a plasticidade hebbiana envolve receptores de N-metil-d-aspartato (NMDARs) e esteja localizada nos neurônios pós-sinápticos na amígdala lateral. Os NMDARs são conhecidos por serem detectores de coincidência da atividade pré-sináptica e despolarização pós-sináptica. Entradas auditivas são NMDARs na amígdala lateral e usam glutamato como um transmissor. Ademais, foi examinado que, quando os neurônios da região que receberam entradas auditórias também receberam entradas de estímulo incondicionado e antagonistas de NMDAR de espectro amplo na amígdala lateral, houve a perturbação da aquisição da aprendizagem do medo. Portanto, esses receptores são cruciais para a via metabólica do processamento e da elicitação para a percepção do medo.

#### Mecanismos dependentes de neuromoduladores de monoamina
Acredita-se que transmissores de monoamina, como a norepinefrina e a dopamina, que são liberados em situações emocionais, funcionam na regulação da transmissão glutamatérgica e da plasticidade hebbiana. A modulação de todos os tipos diferentes de plasticidade é chamada plasticidade heterossináptica. A plasticidade homossináptica também é prevalente e consiste apenas na plasticidade hebbiana. Em uma variedade de sistemas modelo, foi demonstrado que as monoaminas modulam a plasticidade subjacente à formação de memórias como uma percepção do medo aumentada. Os neuromoduladores também contribuem para o condicionamento do medo. Os mecanismos hebbianos contribuem para a plasticidade na amígdala lateral e para a aprendizagem do medo. Outros moduladores, além dos mecanismos hebbianos, incluem a serotonina, acetilcolina, endocanabinoides e diversos peptídeos (como o peptídeo liberador de gastrina, NPY, opiáceos, e ocitocina.), mas o papel desses compostos não é completamente entendido.

##### Norepinefrina
A norepinefrina é um importante participante na formação das memórias de medo. Estudos recentes têm demonstrado que o bloqueio de receptores β-adrenérgicos (β-ARs) de norepinefrina no núcleo lateral da amígdala interfere na aquisição da aprendizagem do medo quando trata-se de estímulos pré-treinamento, mas não tem efeito quando é aplicado pós-treinamento ou antes da recuperação da memória. Em contraste com os efeitos do bloqueio dos receptores β-ARs em outras formas de aprendizagem, esse efeito é específico à aquisição, em oposição ao processamento pós-treinamento ou a expressão de memórias de medo. A ativação de β-ARs na amígdala lateral sinergicamente regula os processos hebbianos para acionar a plasticidade associativa do neurônio e a aprendizagem do medo no núcleo lateral da amígdala. Uma teoria sugere que os mecanismos de envolvimento dos β-AR na aquisição da aprendizagem do medo é que eles agem nos interneurônios GABAérgicos para suprimir inibição feed-forward e aprimorar a plasticidade hebbiana. Os β-ARs são encontrados em interneurônios GABAergicos, bem como nas células piramidais da amígdala lateral. O processo da ativação dos β-ARs começa com o acoplamento em cascatas sinalizadoras de proteína G, que então ativam a proteína quinase A (PKA). Essa ativação pode elicitar a fosforilação de NMDARs, bem como o local ser845 no GluA1, que poderia facilitar a inserção de AMPAR na sinapse.

##### Dopamina
A ativação de receptores de dopamina (ambos os subtipos de receptores D1 e D2) na amígdala contribui para a aquisição do condicionamento do medo. Os receptores de D1 e D2 são acoplados à proteína G e inibem a adenilato ciclase (acoplamento Gi) e estimulam a adenilato ciclase (acoplamento Gs), respectivamente. Da mesma forma que os β-ARs, é possível que os receptores de dopamina possam modular os processos hebbianos diretamente por reduzir a inibição feed-forward. É possível também que eles possam agir em paralelo com os mecanismos hebbianos para implementar sinapses na amígdala lateral e promover a plasticidade e aprendizagem do medo através de suas respectivas vias sinalizadoras. Evidências vêm se acumulando, sugerindo que a inervação dopaminérgica mesencefálica da amígdala basolateral facilita a formação das memórias de medo.

#### Neuromodulação mediada por receptores metabotrópicos de glutamato
A plasticidade e a aprendizagem também podem ser moduladas por receptores metabotrópicos de glutamato (mGluRs). As proteínas mGluRs provavelmente servem uma função modulatória e não participam diretamente dos processos hebbianos, já que esses receptores não contribuem para a despolarização durante as sinapses. Eles não são ativados por receptores que participam nos processos hebbianos e não detectam atividade neural pré e pós-sináptica, porém, a ativação dos mGluRs do grupo I na amígdala lateral e no núcleo basal aprimora a aquisição, redução, e amplificação do condicionamento do medo por fornecer um influxo de íons cálcio.

## Circuito do medo

### Reconhecimento do medo
Estudos de pesquisa mostraram que danos à amígdala bilateral afetam, em sua maioria, o reconhecimento do medo. Em um estudo específico conduzido por Andrew J. Calder e Andrew W. Young, eles orientaram para que sujeitos classificassem imagens modeladas de expressões faciais, variando de felicidade, surpresa, medo, tristeza, nojo e raiva. Enquanto sujeitos controle classificaram essas imagens à expressão mais próxima, sujeitos que tinham danos na amígdala bilateral tiveram problemas com essa tarefa, especialmente com o reconhecimento de expressões faciais que demonstram medo. Os sujeitos com a amígdala bilateral danificada não tiveram problemas com a diferenciação da felicidade da tristeza, mas eles não conseguiam diferenciar a expressão da raiva da do medo.
Porém, em um experimento conduzido por Ralph Adolphs, foi elucidado o mecanismo do reconhecimento prejudicado do medo. Adolphs descobriu que o seu sujeito principal, que tinha uma rara lesão bilateral na amígdala, não conseguia distinguir expressões de medo devido a sua inabilidade de olhar para a região dos olhos do rosto. Quando o sujeito foi instruído a olhar diretamente para a região dos olhos rostos com expressão, o sujeito conseguiu reconhecer as expressões de medo dos rostos. Apesar de que a amígdala desempenha uma parte importante no reconhecimento do medo, pesquisas mais afundo mostram que há caminhos alternativos que são capazes de apoiar a aprendizagem do medo na ausência de uma amígdala funcional. Um estudo por Kazama também mostra que, apesar de que a amígdala possa estar danificada, ainda é possível que pacientes façam a distinção da diferença entre sinais de segurança e medo.

### Estímulos condicionados
Foi feita uma quantidade substancial de pesquisas sobre estímulos condicionados, em que um estímulo neutro, como um flash de luz, é combinado com um choque aplicado em um rato. O resultado desse estímulo condicionado é a provocação da resposta incondicionada, o medo. O estímulo, antes neutro, é aplicado novamente para ver se o rato mostraria as respostas de medo. Porém, como as respostas de medo envolvem muitos comportamentos, é importante ver quais comportamentos são exibidos quando o estímulo condicionado é aplicado.

### Estímulos visuais e auditivos
Incialmente, o estímulo visual é primeiro recebido pelo tálamo visual e transmitido à amígdala para um perigo potencial. O tálamo visual também transmite a informação para o córtex visual e é processado para verificar se o estímulo representa uma potencial ameaça. Se esse for o caso, essa informação é transmitida à amígdala e a contração muscular e o aumento da frequência cardíaca e pressão sanguínea começa, ativando, por conseguinte, a via neuronal simpática. Foi demonstrado que a apresentação de um estímulo visual neutro intensifica a percepção de medo ou suspense induzida por um canal de informação diferente, como a audição. Das pesquisas de Le Doux, foi demonstrado que estímulos sonoros não são diretamente transmitidos do tálamo auditório para o núcleo central.

## Percepção
A percepção do medo é elicitada por muitos estímulos diferentes e envolve o processo descrito acima em termos bioquímicos. Correlações neurais da interação entre a linguagem e as informações visuais foram estudadas por Roel Willems et al. O estudo consistiu em observar como as informações linguísticas e visuais interagem na percepção de emoções. Um fenômeno comum da teoria cinematográfica foi tomado emprestado que afirma que a apresentação de uma cena visual neutra intensifica a percepção do medo ou suspense induzida por um canal de informações diferente, como a linguagem. Esse princípio foi aplicado de uma maneira que a percepção do medo estivesse presente e amplificada na presença de um estímulo visual neutro. A ideia principal é que os estímulos visuais intensificam o conteúdo medonho do estímulo (ou seja, a linguagem) por sutilmente implicar e concretizar o que é descrito no contexto (ou seja, a frase). Os níveis de ativação no polo temporal anterior direito foram seletivamente aumentados e acredita-se que sirvam como uma função de ligação da informação emocional entre domínios, como informações visuais e linguísticas.
A exposição a diferentes tipos de emoção e níveis de excitação também aparenta influenciar a dor através de uma interação conhecida como a interação de valência-por-excitação. Durante essa reação, as emoções negativas experienciadas por um indivíduo com níveis baixos de excitação tendem a causar dor amplificada, enquanto observou-se que emoções valorizadas negativamente, com níveis maiores de excitação, diminuem a percepção da dor. Níveis baixos de excitação incluiriam emoções reativas, como a ansiedade, enquanto níveis maiores de excitação incluem emoções como o medo.